# Pniarkowate
Pniarkowate (Fomitopsidaceae Jülich) – rodzina grzybów znajdująca się w rzędzie żagwiowców (Polyporales).

## Systematyka
Pozycja w klasyfikacji według Index Fungorum: Polyporales, Incertae sedis, Agaricomycetes, Agaricomycotina, Basidiomycota, Fungi.
Według Index Fungorum bazującego na Dictionary of the Fungi do rodziny Fomitopsidaceae należą rodzaje::
- Adustoporia Audet 2017
- Anthoporia Karasinski & Niemelä 2016 – wonnoporka
- Antrodia P. Karst. 1879 – jamkówka
- Antrodiopsis Audet 2017
- Brunneoporus Audet 2017
- Buglossoporus Kotl. & Pouzar 1966 – porojęzyk
- Daedalea Pers. 1801 – gmatwek
- Dentiporus Audet 2017
- Flavidoporia Audet 2017
- Fomitopsis P. Karst. 1881 – pniarek
- Fragifomes B.K. Cui, M.L. Han & Y.C. Dai 2016
- Lentoporia Audet 2017
- Neoantrodia Audet 2017 – jamkokora
- Neolentiporus Rajchenb. 1995
- Niveoporofomes B.K. Cui, M.L. Han & Y.C. Dai 2016
- Pachyma Fr. 1822
- Parmastomyces Kotl. & Pouzar 1964 – kruchomięsak
- Piptoporus P. Karst. 1881 – porek
- Ranadivia Zmitr. 2018
- Resinoporia Audet 2017
- Rhizoporia Audet 2017
- Rhodofomes Kotl. & Pouzar 1990 – pniareczka
- Rhodofomitopsis B.K. Cui, M.L. Han & Y.C. Dai 2016
- Rubellofomes B.K. Cui, M.L. Han & Y.C. Dai 2016
- Subantrodia Audet 2017
- Ungulidaedalea B.K. Cui, M.L. Han & Y.C. Dai 2016
- Wolfiporia Ryvarden & Gilb. 1984

Polskie nazwy na podstawie pracy Władysława Wojewody z 2003 r. oraz rekomendacji Komisji ds. Polskiego Nazewnictwa Grzybów.